# Gastronomía de Michoacán
La gastronomía michoacana son los alimentos, técnica culinarias y platos típicos del estado de Michoacán, en el suroeste de México. La exuberante naturaleza, las tierras fértiles y el clima tropical de Michoacán han permitido que se geste en este lugar una tradición culinaria variada, abundante y milenaria, en su mayoría herencia de los pueblos prehispánicos que aquí vivían, como los purépechas. Por ello, Michoacán se ha valido la reputación de ser uno de los estados mexicanos con mayor cultura gastronómica. 
Al igual que en el resto de la República Mexicana, los ingredientes esenciales de la dieta michoacana son el maíz, los frijoles y el chile. Otros productos importantes en este estado son el aguacate, el pescado (tanto de la costa como de los lagos), el cerdo, el queso Cotija o el maguey, del que se destilan el mezcal y el tequila.
La unesco reconoció en 2010 a la gastronomía mexicana como Patrimonio cultural inmaterial de la Humanidad, basándose en las tradiciones culinarias de Michoacán denominándolo «El paradigma de Michoacán». Esto es porque Michoacán aun mantiene los cultivos y técnicas originales en su cocina, transmitidos de generación en generación desde tiempos prehispánicos, como las tradicionales chinampas, la roza y el cultivo rotatorio del maíz llamado milpa, la nixtamalización tradicional de los granos de elote, o el uso de utensilios tradicionales como el metate, el mortero o el molcajete.
Desde el año 2004, la SECTUR (Secretaría de Turismo del Gobierno de México) inició en Morelia, la capital, el evento «Encuentros de Cocina Tradicional de Michoacán», en el que participan cocineros michoacanos y se presentan productos típicos de la región, como el aguacate, el limón o el mezcal. En 2019 celebró su 16.ª edición.

## Historia

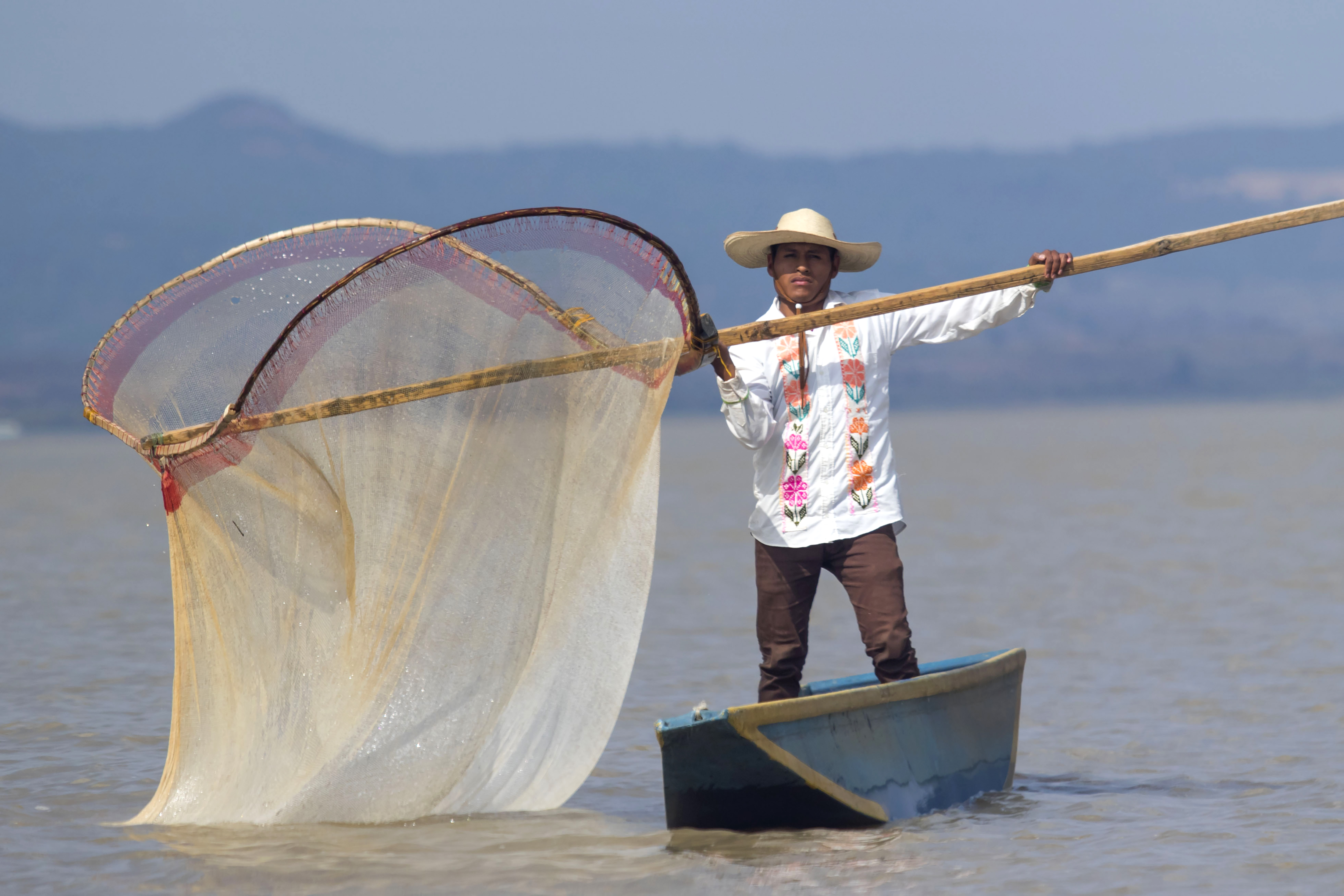
Pescador en Janitzio, lago de Pátzcuaro.

Michoacán recibe la mayoría de su cultura gastronómica de los pueblos prehispánicos indígenas que habitaron Mesoamérica previo a la colonización española. Más tarde, recibirá influencias de las gastronomías europeas (española, francesa e italiana principalmente), y en menor medida de la estadounidense. Uno de los pueblos indígenas que más contribuirá a la gastronomía michoacana serán los purépechas, ubicados en el centro del estado.
Los recursos hidráulicos de la región son abundantes, lo que también ha hecho las tierras fértiles y la naturaleza exuberante. Los indígenas de Michoacán basaron su dieta en torno a los lagos de la región, el lago de Pátzcuaro, el lago de Cuitzeo, el lago de Zirahuén y, al oeste limitando con Xalisco, el lago de Chapala. Por lo que los productos de la pesca son parte importante de la dieta michoacana. De hecho, la propia palabra «Michoacán» proviene del náhuatl Mech-hua-can, «lugar de los que comen pescado», en referencia a los habitantes purépechas que vivían del medio lacustre. Sobre la importancia del pescado para los indígenas escribió el fraile franciscano Jerónimo de Alcalá en su Relación de Michoacán de 1541:

(...) Había otro llamado uaruri, diputado sobre todos los pescadores de red que tenían cargo de traer pescado al cazonci y a todos los señores, que los tomaban el pescado no gozaban dello, mas todo lo traían al cazonci y a los señores, porque su comida desta gente, todo es de pescado, que las gallinas que tenían no las comían, mas teníanlas para la pluma de los atavíos de sus dioses. Este dicho uaruri todavía tiene esta costumbre de recoger el pescado de los pescadores, aunque no en tanta cantidad como en su tiempo. Había otro llamado tarama, diputado sobre tollos los que pescaban de anzuelo.
Relación de Michoacán (1541)

Los españoles introdujeron nuevos productos en toda América, incluido por supuesto Michoacán: la leche, el huevo, la mantequilla, el arroz, el cerdo, la vaca, las pasas, las nueces, las almendras, el limón, la naranja, el plátano o banano, la cebolla, el café...

## Productos

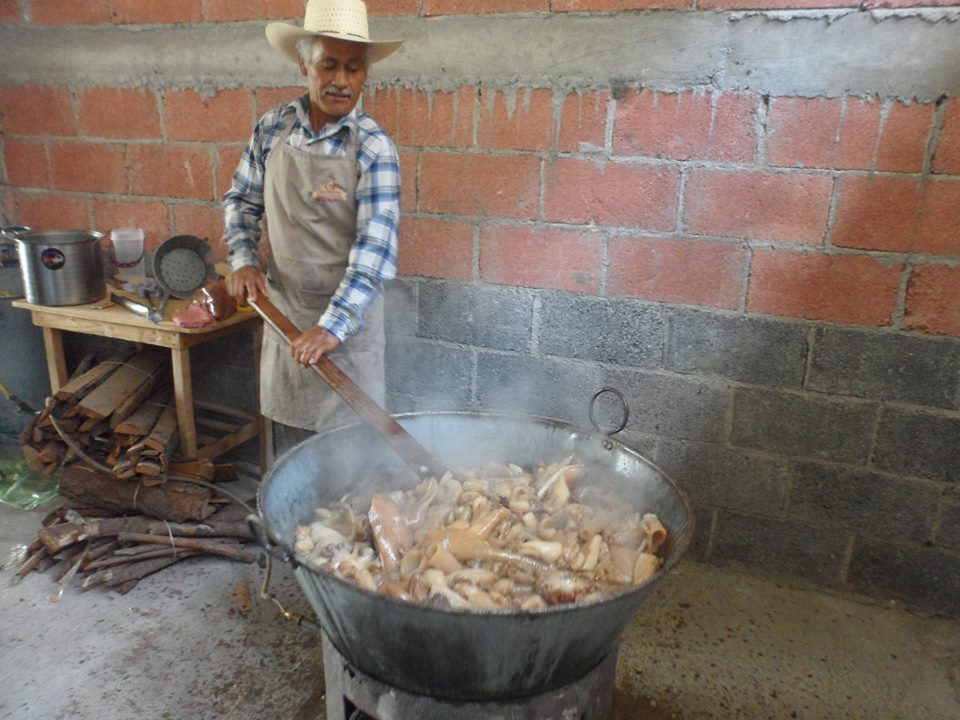
Preparación de las carnitas y el chicharrón.

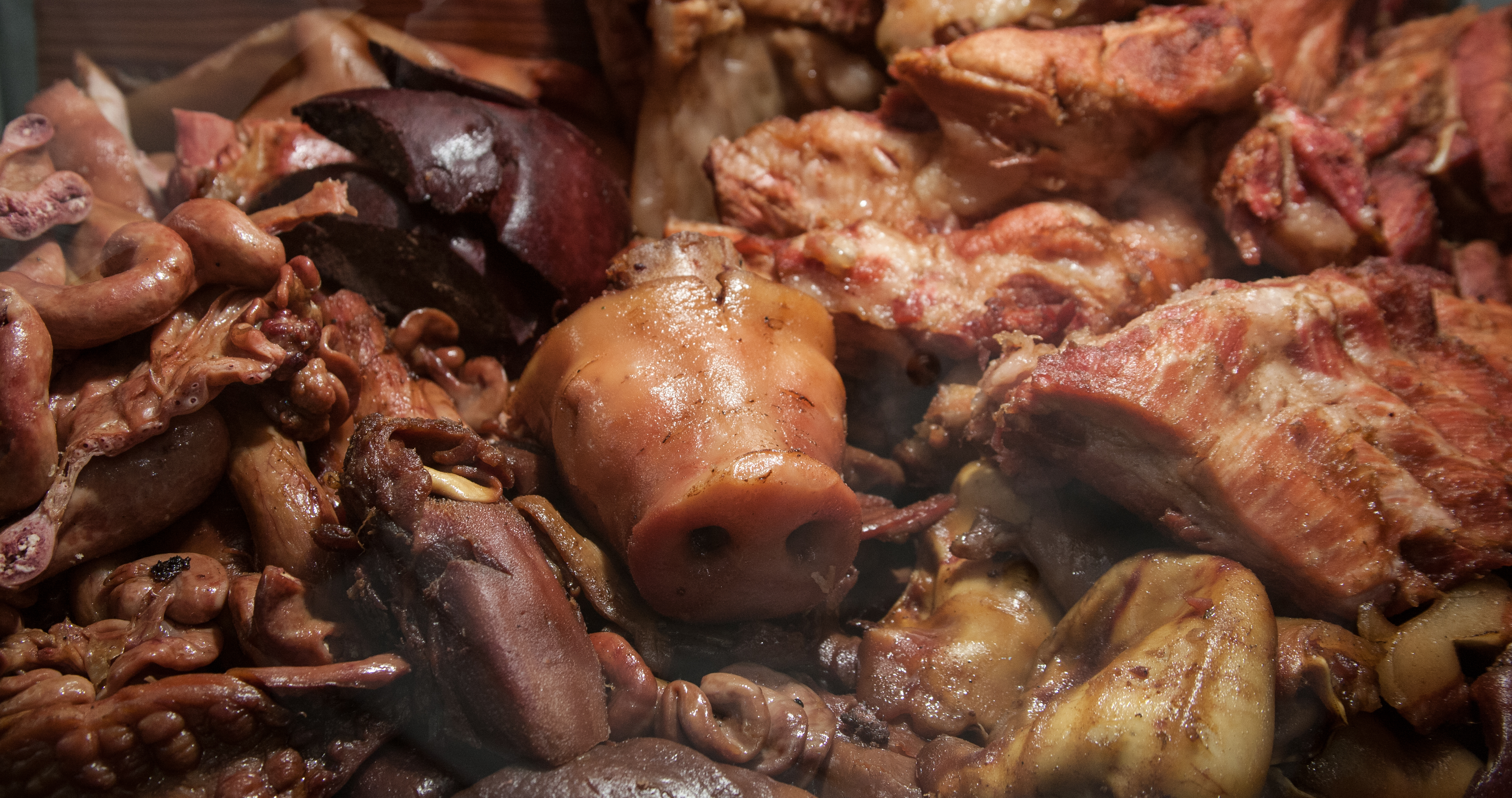
Carnitas.

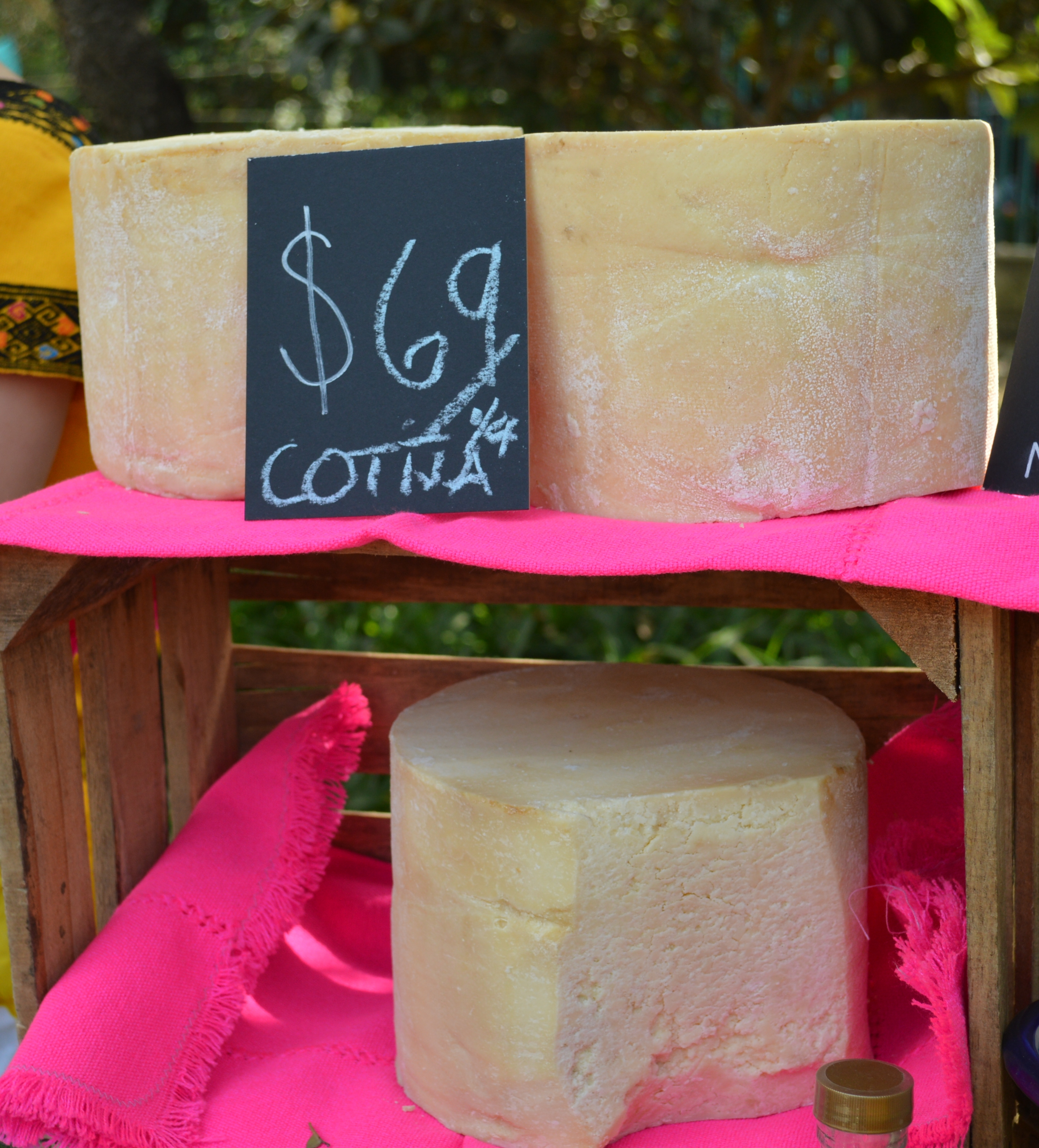
Queso Cotija.

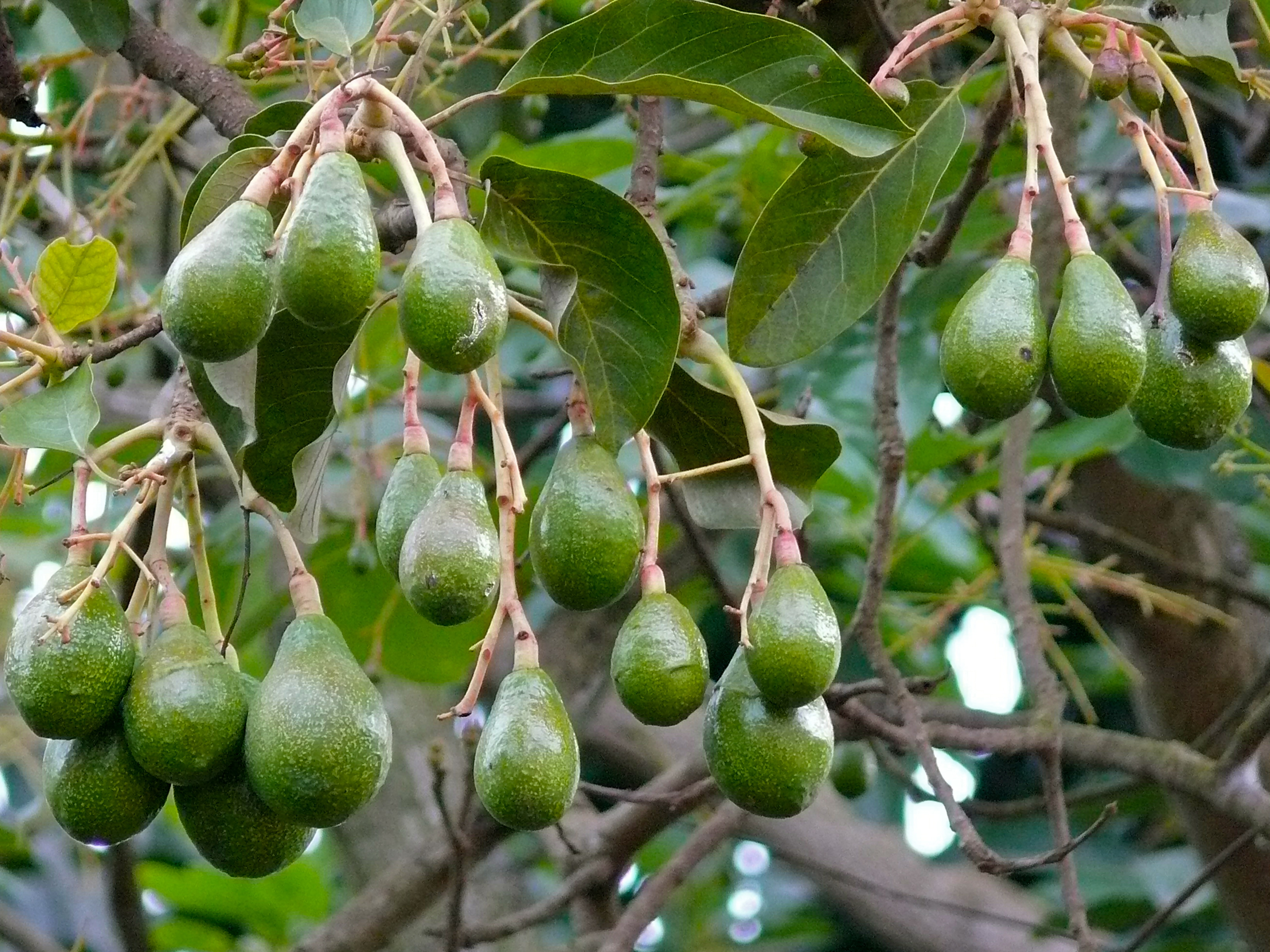
Aguacates.

- Cerdo: se trata de un animal introducido por los españoles durante la colonización y hoy en día muy ligado a Michoacán. La Piedad de Cabadas es un importante municipio productor porcino, con 18 000 toneladas anuales.[11] Del cerdo se aprovechan todas sus partes y con su carne se preparan multitud de platos:
- Carnitas: se trata de carne de cerdo que ha sido frita en un cazo con su propia grasa, es decir, en manteca de cerdo. Se usan varias partes del cerdo: maciza y nana (útero), trompa y oreja, pajarilla o páncreas y corazón, rabo y buche (estómago), cachete y bofe (pulmón) o hígado y cuero.[12] Si se combinan lengua, estómago y útero se denomina nenepil[13] (del náhuatl, nenepilli ‘lengua’).[14] Si se combinan las vísceras o el corazón, bofe e hígado se le llama chanfaina.[15] Se usa principalmente como relleno para tacos, aunque también tortas, huaraches, gorditas, etc. Destacan las carnitas de Tacámbaro, Sahuayo y Quiroga.
- Chicharrón: también proveniente del cerdo, concretamente su piel, o cuero. Se sala y se deja ventilar, se corta en trozos rectangulares y se sancocha, es decir, se fríe en su propia manteca a fuego lento. Finalmente se «truena» la pieza, es decir se vuelve a freír pero esta vez a fuego alto y tan solo unos 10-20 segundos, lo que hace que se infle y le dé su característica textura crujiente. No se debe confundir con el cuerito o chicharrón prensado (usado para las carnitas), pues sí es el mismo producto, la piel del cerdo, pero cocinado diferente.
- Chile de Queréndaro: se mantienen variedades locales de pasilla, serrano, chilaca o guajillo, así como técnicas de secado tradicional al sol, en el caso de los chiles secos.[16] En Queréndaro se celebra la Feria del Chile desde 2001.[17] El municipio cuenta con aproximadamente 200 ha dedicadas al cultivo del chile y quedan todavía alrededor de 100 productores tradicionales.[16]
- Queso de Cotija: queso duro y seco, parecido al feta, el único queso que tiene denominación de origen en México. Se elabora con leche bronca de vaca (raza cebú[18]), sal y cuajo.[19] Proviene de las zonas montañosas de Michoacán, concretamente de Cotija de la Paz, en la sierra de Xalmich, donde se instalaron españoles y criollos y enseñaron la técnica del queso a los nativos, y se realiza en la época de lluvias (julio-octubre).[20] Otro queso renombrado michoacano es el Queso de La Ruana.
- Charales de Pátzcuaro: el charal[nota 1] es un pescado pequeño, de 6 a 12 cm (centímetros), y endémico de los lagos de Michoacán. Se suelen capear y aderezar con lima.
- Pescado blanco (Chirostoma estor): típico de la zona lacustre de Michoacán. Este pescado se prepara adobado, en tamal, empanizado, en mole, en sopas, etc.[21] No confundir con  «pescado blanco», lo opuesto a pescado azul.
- Jumiles y otros insectos: en México ciertos insectos se consideran un manjar. En algunos lugares, los saltamontes se conocen como chapulines, y se venden en la calle fritos con chile y limón. Los jumiles (del náhuatl, xotlimilli)son varias especies de chinches de campo (Pentatomidae y Hemiptera), aunque la más conocida es Euschistus lineatus, que se pueden comer fritos o machacados para hacer salsa.[22]
- Aguacate: se trata de uno de los productos estrella de Michoacán. Existen en torno a 40 000 productores de aguacate michoacanos, y se calcula que el 80 % de la producción de aguacate de México se da en este estado,[23] que alberga alrededor de 140 000 ha (hectáreas) dedicadas a su cultivo.[nota 2][24] Esto significa que es la región líder en su producción en el mundo entero, exportando a Estados Unidos y Canadá, Europa y Asia.
- Zarzamora: producida en Los Reyes de Salgado y otros municipios. Se usa en pastelería, para licores, vinos, tés...[25]
- Limón: fuera de México, al limón de color verde se le denomina «lima», y al de color amarillo «limón», sin embargo en México, a ambos productos se les llama limón. Michoacán es un gran productor, especialmente el valle de Apatzingán, de donde se exportan 600 000 toneladas anuales. Sumándolo al resto del estado, se da un total de 711 000 toneladas anuales, siendo el principal productor de México (62 % del mercado).[26]
- Atápakua o atápacua: se trata de una salsa similar al mole que acompaña a carnes o verduras. Como sopa, también se la ha comparado con el pozole. Se hace con chile ancho, guajillo y serrano, jitomate, cebolla, ajo, cilantro, yerbabuena, sal, manteca de cerdo y, para espesar, masa de maíz.[27]
- Nieve de Pasta: tipo de helado producido en Pátzcuaro de consistencia cremosa y se elabora con canela, vainilla, almendras y miel de maíz.[28]

## Platos

### Antojitos
Entre los antojitos típicos de Michoacán, destacan:
- Tacos: es el antojito estrella mexicano, se vende y consume en todo el país y más allá de sus fronteras. Consiste en una tortilla de maíz con multitud de rellenos posibles y aderezado con salsa picante y limón. Las especialidades de Michoacán son:
  - de carnitas
  - de chicharrón
  - de charales
- Tamales: existe un amplio rango de tamales michoacanos, aunque los más representativos son:
  - Corundas: se elaboran con masa de maíz y manteca de cerdo. Tradicionalmente no se rellenan, y se envuelven en hoja de maíz. Se sirven bañadas en salsa de jitomate y chile.[12] Las corundas de ceniza se precuecen en agua de ceniza en vez de agua con cal (típica nixtamalización). Las corundas de trigo se elaboran con harina de trigo. Finalmente, también hay corundas de queso o habas.
  - Uchepos: tamales dulces con forma triangular que se elaboran con elote tierno, azúcar y a veces, canela. Se sirven bañados en crema y salsa de jitomate cocido.
  - Nacatamales: originarios de la Meseta michoacana, están hechos con cabeza de cerdo, maciza y cebolla, cocidos en atapakua y manteca de cerdo.[29]
  - Tamales de zarzamora: típicos de la ciudad de Indaparapeo, hechos con zarzamora, producto indígena. También existen los tamales de fresa: elaborados en las ciudades de Carapan y Uruapan.[12]
  - Otros tamales: de chía, de aguamiel («tamales tontos»), de frijol, de flor de calabaza...

### Platillos

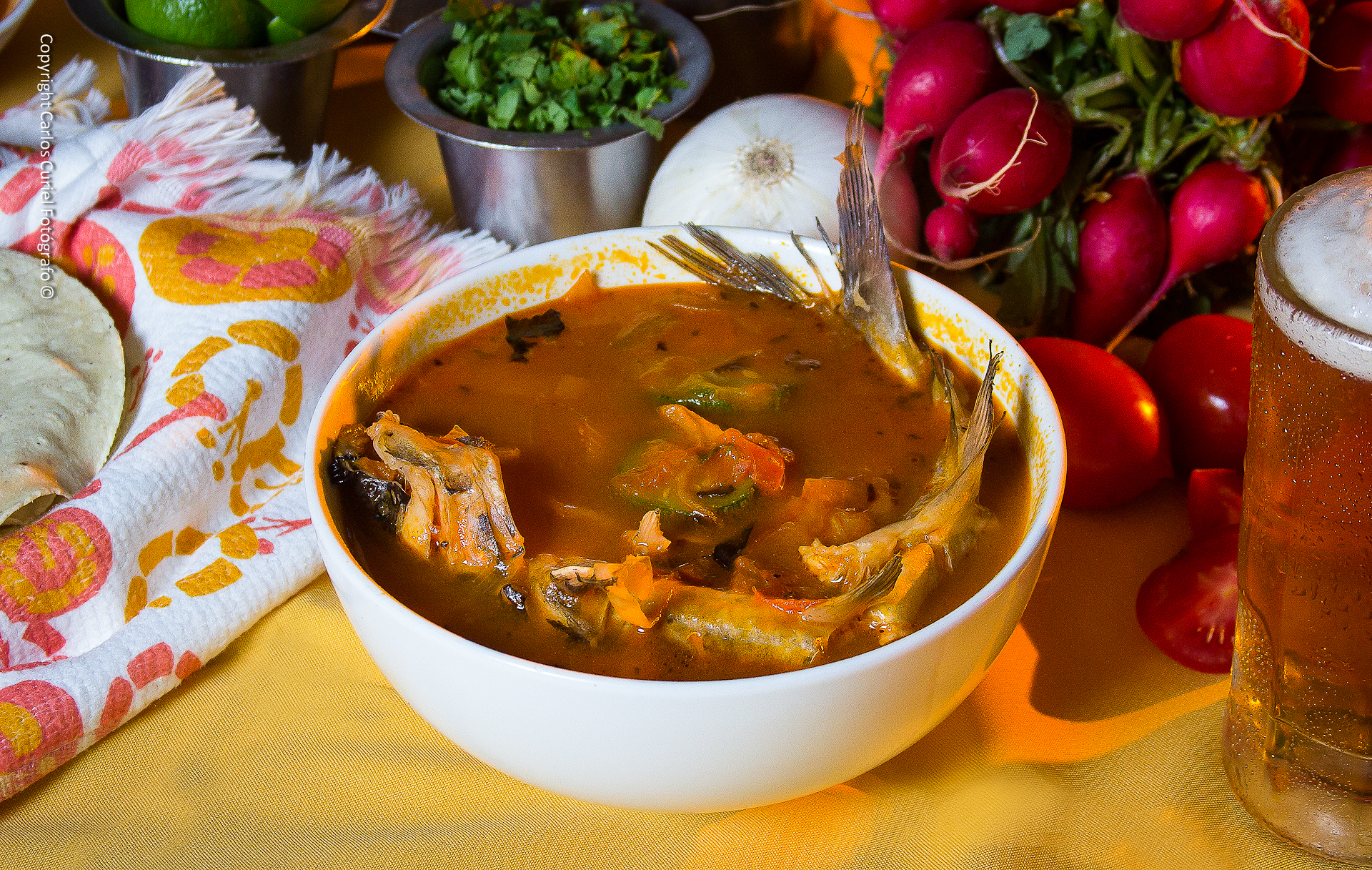
Caldo michi.

Entre los platos típicos de Michoacán, destacan:
- Sopa tarasca: sopa elaborada principalmente con jitomate, frijoles molidos y chile pasilla seco.[28] Es común servirla con tiritas de tortilla fritas, que se deben de agregar al momento para que dé la textura crujiente. Nació en el año 1966 en la ciudad de Pátzcuaro.
- Sopa de jericalla: una crema de calabacitas, papas, zanahorias, cebolla, elote y almendra (todo licuado). Luego se le puede añadir espinacas, crema y huevo.
- Caldo michi: originario de la vecina Jalisco, también es muy popular en Michoacán. Contiene jitomate, cebolla, zanahoria, calabacita, chiles güeros o chiles cuaresmeños (jalapeño) y serranos, cilantro, orégano, mejorana y pescado en trozos, que puede ser bagre o carpa amarilla de Chapala[30] o Guachinango.[31] Michi significa «pescado» en náhuatl, porque es su ingrediente principal.[32]
- Aporreado o aporreadillo: plato de cecina que literalmente ha sido «aporreada» para suavizarla. El aporreado estilo michoacano (concretamente Huetamo) lleva una salsa de jitomate, chile verde, ajo, comino, frijol negro, sal y pimienta.[33]
- Minguichi: sopa de leche, tomate, queso Cotija y chile, típica de los purépechas de Michoacán.
- Morisqueta: sopa de arroz y frijoles de origen humilde. Es típico dejar ablandar el arroz más de lo normal, para que quede una textura gomosa.[34] Su origen se cree estar en la ciudad de Apatzingán.[28]
- Bola de Pedernales: son típicas del municipio de Tácambaro. El nombre de este platillo se atribuye a su forma. Su origen proviene de la tenencia de Pedernales.
- Enchiladas placeras: son típicas de Morelia, Pátzcuaro y Uruapan, y se diferencian de otras recetas de enchiladas por freírse el pollo, además de servirse con chiles en vinagre.[35]

### Postres

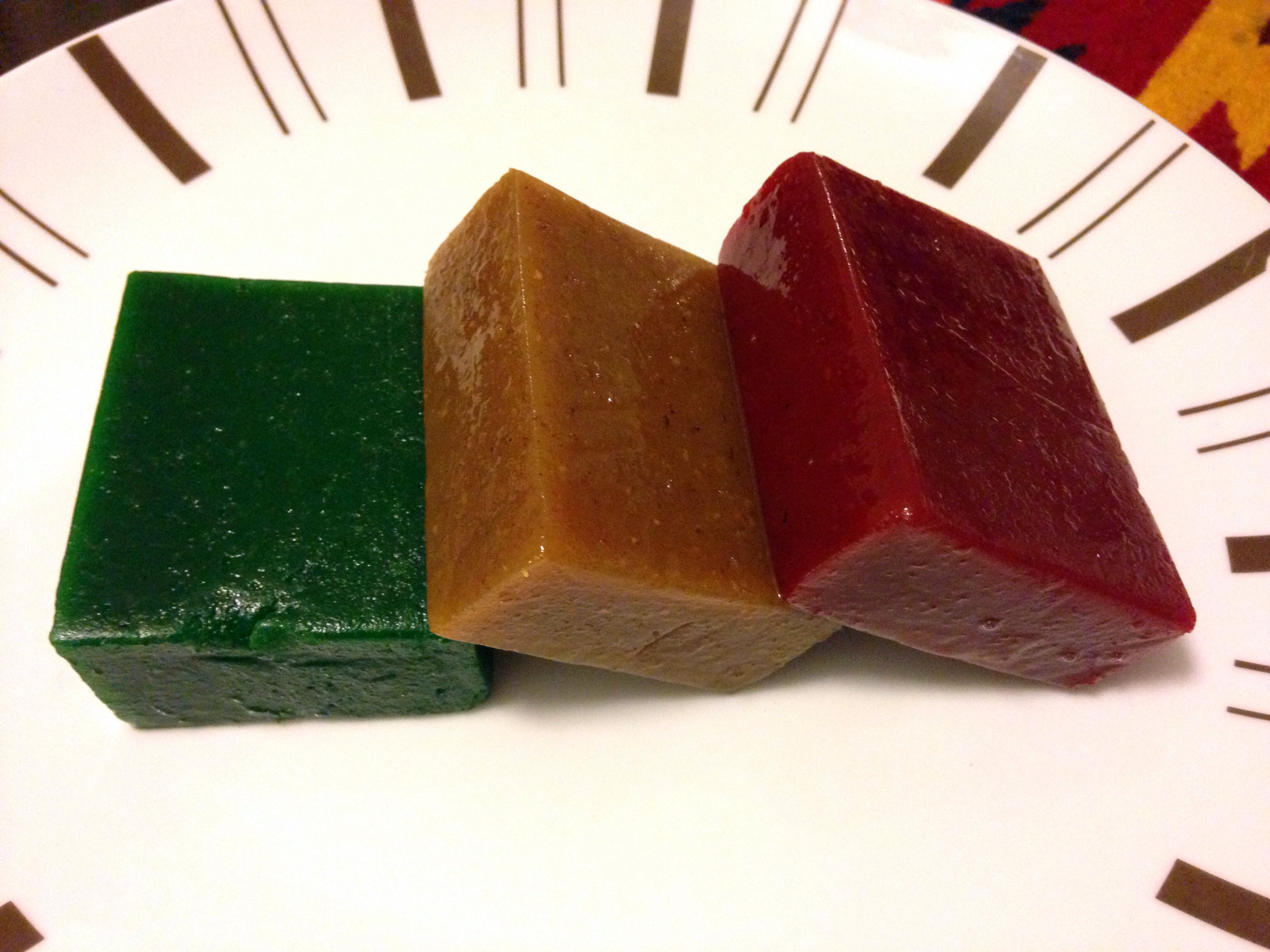
Ate de frutas.

- Chongos zamoranos: originario de la ciudad de Zamora, lleva leche (que se corta con cuajo de res, pastillas de cuajar o limón), huevos, azúcar y canela.
- Ate de frutas: similar al dulce de membrillo, puede ser de distintas frutas: guayaba, pera, zapote, tejocote, mango, manzana...

## Bebidas

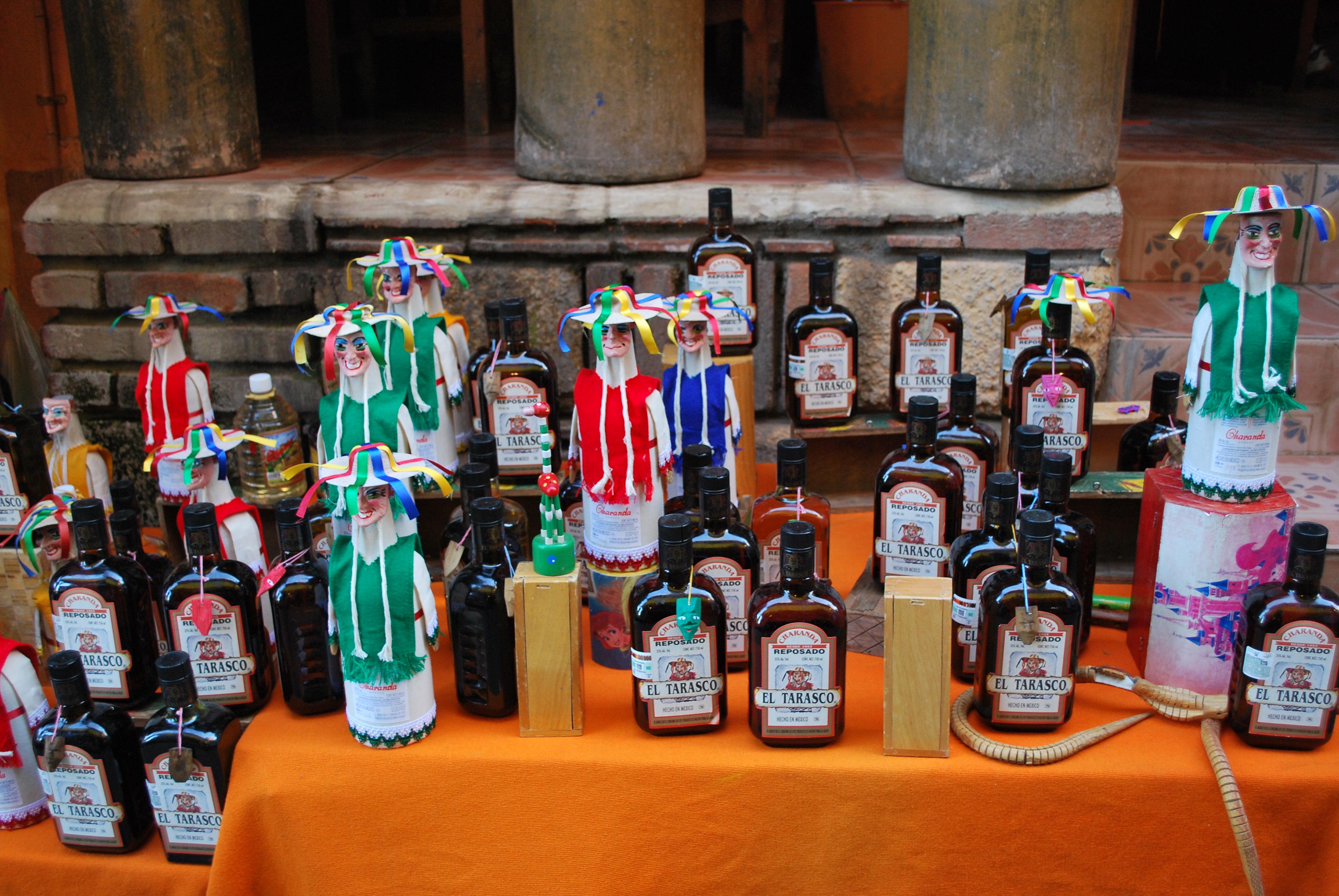
Charanda, bebida típica del estado de Michoacán

- Tequila y Mezcal, producido en Morelia, Tarímbaro, Tzitzio, Villa Madero...etc. entre otros. Estos municipios forman parte de la Ruta del Mezcal Michoacano, proyecto creado en agosto de 2018 para promover al sector mezcalero.[36] Según el Gobierno de México, «Michoacán cuenta con más de siete millones de plantas, 500 productores de ágave, además de una producción que oscila en los 800 mil litros de tequila y 300 mil litros de mezcal» lo que lo convierte en el tercer productor nacional del magüey, solo por detrás de Jalisco y Guanajuato (2018).[37]

- Charanda (DOP): aguardiente similar al ron, ya que se elabora con caña de azúcar con denominación de origen desde 2003.[38]
- Rompope: bebida consumida en todo México, a base de huevo, leche, especias varias (canela, clavo de olor, nuez moscada...) y ron.[12]
- Atole: bebida dulce a base de fécula de maíz y otros saborizantes. El atole es consumido en todo el país, aunque en Michoacán es una especialidad. Se hacen multitud de sabores:[12] aguacate, aguamiel, arroz, avena, coco, cacahuate, cajeta (dulce de leche de cabra), ciruelas pasas, changunga, almendras, galleta, jamaica, jerez, limón, maíz negro, naranja, olote, tapioca, uva y zarzamora...
- Tepache.
- Café de Uruapan.
- Ponche de granada de Sahuayo.
- Pulque de Tarímbaro.

## Platillos de acuerdo a su municipio
| - Adobera de Meseta Purépecha - Atole blanco de Meseta Purépecha - Atole de grano de Jiquilpan - Atole negro de Meseta Purépecha - Aporreado de Huetamo - Chile de Mango de Huetamo - Birria de chivo de Huetamo y La Piedad - Carnitas de puerco de Quiroga - Cebadina de Uruapan - Charal (pez) de Pátzcuaro - Chile de Mango criollo en chile rojo de Huetamo - Chile de Ciruela criolla en chile rojo de Huetamo - Chile con Ciruela de Huetamo - Chorizo de Huetamo - Chorizo de Coalcomán - Churipo de Meseta Purépecha - Corundas de Meseta Purépecha - Enchiladas placeras de Pátzcuaro y Morelia - Guacamaya (platillo) de Uruapan | - Guacamole de Uruapan - Güilota o Huilota en chile seco o en caldo de Huetamo - Iguana en chile seco o en caldo de Huetamo - La Morisqueta de Tierra Caliente - Mole Cosechero de Jiquilpan - Nacatamales de Meseta Purépecha - Olla podrida de Ario De Rosales - Pez blanco de Pátzcuaro - Pozole batido de Quiroga - Queso Cotija (queso tipo Parmesano galardonado como el mejor queso del mundo en Cremona, Italia) - Patitas de puerco de Huetamo - Sanchicua, Chipil y Verdolaga de Huetamo - Sopa Tarasca de Meseta Purépecha - Tamales de Tierra Caliente - Tamales de zitún de Meseta Purépecha - Toqueras de Meseta Purupecha - Trucha Arcoíris con Macadamia de Uruapan - Uchepos de Meseta Purépecha |

Postres:

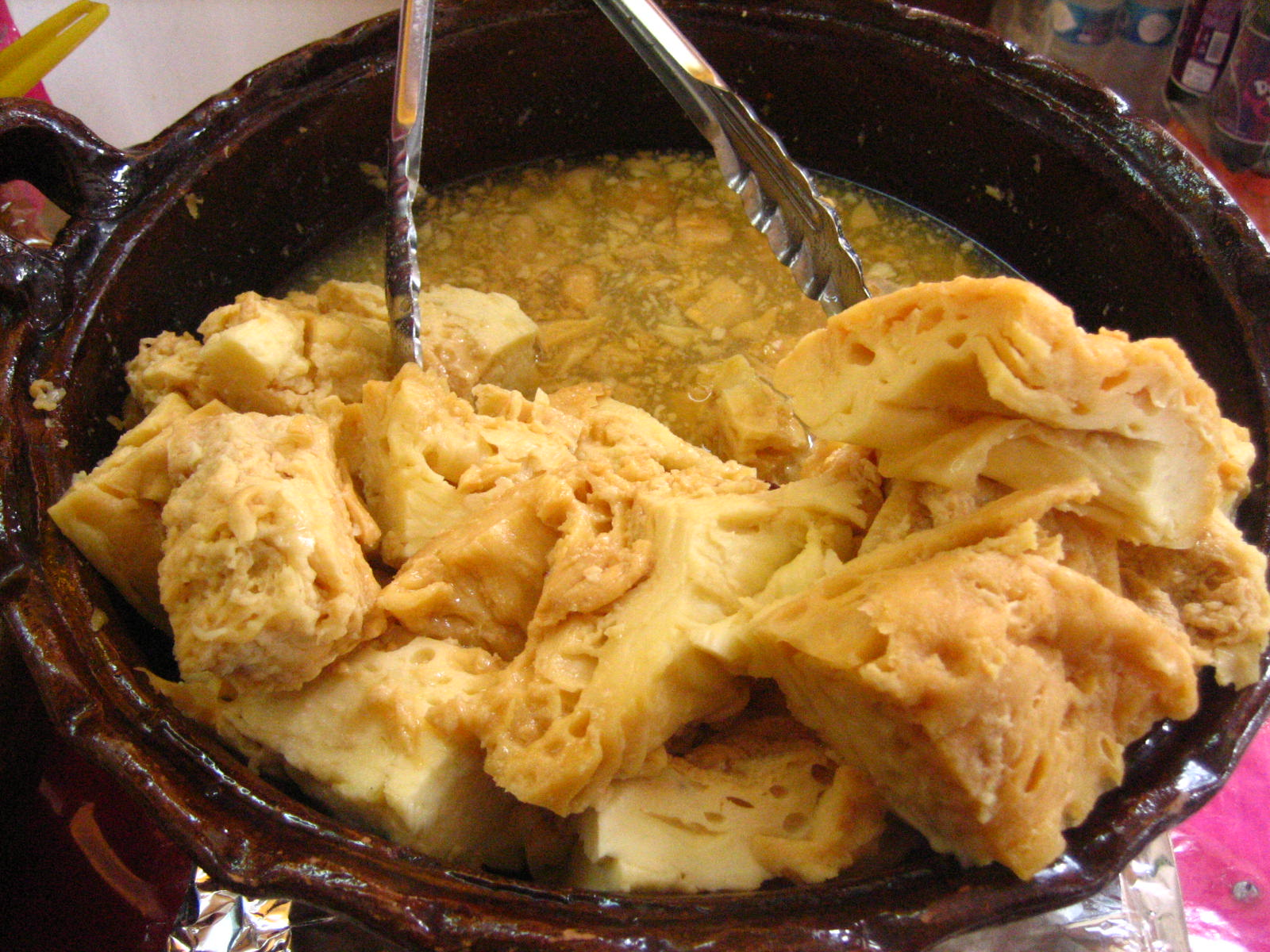
Chongos Zamoranos, postre típico del estado de Michoacán

| - Capirotada de Meseta Purépecha - Fruta de Horno de Huetamo - Atole de pinole de Huetamo - Atole de aguamiel de Tingüindín - Atole de Chumata de Huetamo - Atole duro de Huetamo - Gorditas de dulce de maíz de Huetamo - Chongos zamoranos de Zamora de Hidalgo - Ates de Morelia - Fruta en conserva de Ciudad Hidalgo - Morelianas de Morelia - Gazpacho de Morelia | - Pico de gallo de Uruapan - Chocolate de metate de Uruapan - Cocada de Ario de Rosales - Nieve de Aguacate de Uruapan - Pastel de Macadamia de Uruapan - Empanadas de Chilacayote y aguacatas (pan) de Tingüindín - Nieve de Pasta de Pátzcuaro - Cajeta Cavadas de La Piedad - Cajeta de Quiñonez de Coalcomán - Gaznates de Tacámbaro |

## Difusión de la gastronomía de Michoacán
Uno de los libros más importantes de la gastronomía de Michoacán es «Cocina michoacana», publicado en 1965 por Carmen Arriaga de Zavaleta. En él, la autora hace un recorrido de las tradiciones culinarias de Michoacán por regiones, ya que los platos de la costa michoacana son muy diferentes a los de la Meseta o Tierra Caliente.

## Degradación ambiental de los lagos de Michoacán
Los lagos de Michoacán han sido desde la llegada del hombre a la región la base fundamental para su alimentación y otros recursos. Sin embargo, desde los años 1930, el ecosistema de los lagos comenzó un proceso de decadencia. Los primeros en dar la voz de alarma fueron los indígenas de la zona, conocedores de su lago, advertían de que ya no era posible pescar kuruchi urapiti (el famoso pescado blanco de Michoacán).
El akumara, un pez de tamaño pequeño también había prácticamente desaparecido. Luego se introdujo en los lagos la carpa, animal invasor. La cuenca de los lagos ha sido fuertemente deforestada, lo que contribuyó al aporte de sedimentos al lago y por lo tanto la pérdida de calidad del agua, que a su vez resultó en la pérdida del ecosistema marino.
Además, las actividades humanas como la agricultura y ganadería intensiva, la industria y el desarrollo urbano vierten diariamente toneladas de residuos que en su mayoría son tóxicos para la flora y fauna lacustres. Se calcula que el lago de Pátzcuaro ha perdido un 40% de su capacidad de hidroalmacenamiendo original. Este mismo lago, además, recibe anualmente 500 litros de pesticidas y 2.856 toneladas de fertilizantes, además de ácidos, plomo, cadmio y pintura, convirtiéndolo en una especie de sopa tóxica. Muchos vecinos vierten su basura personal a los ríos que fluyen hasta los lagos, llenando las orillas y el fondo del agua de basuraleza. Por cuestiones de salud, se recomienda no consumir productos provenientes de estos lagos.